# جابلقا
جابُلقا نام شهری ناشناخته است که در ادبیات و علوم اسلامی  که پیامبر اسلام و امامان جانشین او طی سخنانی از آن یاد کرده‌اند. به ادعای این افراد، شهر مزبور در شرقی‌ترین نقطه عالم قرار دارد و آن‌سوتر از آن، شهر و انسانی وجود ندارد. در ادبیات و علوم مزبور، جابلقا در نقطه مقابل جابلسا قرار دارد که غربی‌ترین شهر عالم است.
نام جابلقا و جابلسا در روایات اسلامی زیاد استفاده شده‌است. در وصف این دو شهر عبارات مشابهی در منابعی چون تاریخ بلعمی و عجایب المخلوقات طوسی آمده که از آن جمله است: «هر یک هزار یا ده هزار دَر دارد، مخلوقات آنها غیرقابل‌شمارشند، ساکنان آنها از ابلیس و حضرت آدم بی‌اطلاع هستند و هر یک هفت هزار سال عمر می‌کنند؛ خورشید و ماه را نمی‌بینند و از نور دیگری استفاده می‌کنند».
به این دو شهر در ادبیات فارسی هم زیاد اشاره شده‌است. از جمله:
سنایی گوید:
| سخن کز روی حق گویی چه عبرانی چه سریانی |  | مکان کز بهر حق جویی چه جابلقا چه جابلسا |

ناصر خسرو گوید:
| چو زاغ شب به جابلسا رسید از حد جابلقا |  | برآمد صبح رخشنده چو از یاقوت عنقائی |

مفتون همدانی گوید:
| ز جابلقا چه میپرسی ز جابلسا چه میگویی |  | که در کنج دل داناست جابلقا و جابلسا |

محمد باقر مجلسی میگوید:
جابلقا شهری است در غرب با هفتاد هزار سکنه که همه پاک و مذهبی هستند و هیچ کاری نمیکنند بجز لعنت کردن عمر و ابوبکر و صلوات فرستادن . 

## جستارهای مرتبط
- جاپلق
- کوه قاف
- جابلسا